# Gnaeus Antonius Fuscus
Gnaeus Antonius Fuscus war ein im 1. und 2. Jahrhundert n. Chr. lebender römischer Politiker.
Durch die Fasti Ostienses ist belegt, dass Fuscus 109 zusammen mit Gaius Iulius Philopappus Suffektkonsul war; die beiden Konsuln übten dieses Amt vom 1. Mai bis zum 31. August aus. Sie werden auch auf dem Fragment eines Militärdiploms ergänzt.